# ガンパパ島の零戦少女
『ガンパパ島の零戦少女』（ガンパパとうのぜろせんしょうじょ）は、本そういちによる日本の漫画作品。双葉社発行の『漫画アクション』にて、2007年17号から2009年14号まで連載された。

## 概要
『漫画アクション』誌上では『奪還』、『母が拉致された時僕はまだ1歳だった』、『めぐみ』と北朝鮮による日本人拉致問題をテーマにした作品を発表し続けていた作者がそれまでの社会派路線から一転し、美少女が零戦を操縦するといういわゆる萌え路線を前面に押し出した作品である。零戦の操縦方法や装備について丁寧に解説されており、零戦の解説本としても楽しめる内容になっている。

## あらすじ
ガンパパ島に住む少女・朝子は父親の反対を押し切り、あこがれの零戦で初めて空を飛ぶ事に成功する。「ゼロ戦さん」と心を通わせ初フライトを満喫する朝子であったがそこにライバルのケララが現れ、突如空中戦が始まってしまう。結果は朝子の勝利で終わるものの、それはガンパパ島の命運を左右する一大イベントへの序章であった…。

## 登場人物
朝子（あさこ）
主人公。ゼロ戦を操縦する事に憧れるちょっと変わった少女。乗り物と意思疎通が出来るという特殊能力を持ち、ゼロ戦の操縦は本とゲームで得た知識だけのまったくの未経験であったにも関わらず「ゼロ戦さん」の指導の下、見事に機体を乗りこなす事に成功しマーカー弾によるケララとの空中戦も勝利する。明るく無邪気で心優しい性格だが、お付きの坂口にはお嬢様育ちらしい我儘や毒を含んだ物言いをする事がある。家は代々ガンパパ島の大統領を歴任しており父親は現職の大統領。
零戦（ぜろせん）
正式名称は零式艦上戦闘機五二型。機体は現在の三菱重工製、エンジンは中島飛行機製のオリジナル『栄21型』を搭載したレプリカ機である。朝子には「ゼロ戦さん」と呼ばれている。朝子と意志疎通を行い、知識は豊富だが飛行経験ゼロの朝子を優しく指導する。ケララとの空中戦が発生した際も、的確なアドバイスで朝子を勝利に導く。
ケララ
プリンセスを自称する、ガンパパ島の地主の娘。常日頃から朝子を一方的にライバル視しており、「自分よりも先に空を飛んだ」という理由でP-51ムスタングにて空中戦を挑むものの返り討ちに遭う。その後、朝子へのリベンジを果たす為、世界中の少女パイロットを一堂に会したエアレース『ケラカップ』をガンパパ島にて開催する。かなりの美少女で抜群のプロポーションの持ち主でもあるが、性格は高飛車で傲慢で極めて自己中心的。その反面、1週間学校を休み寝食を忘れて飛行訓練に没頭するなど努力家の一面もあるが本人は決してその事実を認めない。
坂口（さかぐち）
朝子お付きの爺や。朝子の為にはあらゆる労苦を厭わず、雇い主であるはずの朝子の父親が反対しているにも関わらず「ゼロ戦を操縦したい」という彼女の希望をかなえる。
ディラン
ケララに付き従う強面な男。空中戦でケララを影でサポートするものの、ケララの未熟さをカバーするには至らなかった。

## エアレース（ケラカップ）主な参加パイロット
バネット（乗機：メッサーシュミットMe262（Me262A-1a）シュヴァルベ及びフォッケウルフTa152H-1）
フランクフル島代表。優れた動体視力を持つクールビューティー系美少女。ガンパパ島到着の際、乗機の主脚が折れるというアクシデントに見舞われ、急遽機体を乗り換えて参戦する。
サラミン（乗機：メッサーシュミットBf109G）
フランクフル島代表。バネットの妹で文字通り妹系美少女。シスコンの気あり。
ベルフィン（乗機：スーパーマリン スピットファイアMK-1）
助教授の冠を持つデータ重視の知的美少女。島外からの招待選手の中で最初にガンパパ島に到着した。飛行中は一人称が「ボク」になるなど、口調がボーイッシュになる。
秋葉戦隊（あきばせんたい）
チヨダ列島代表。メイド服に身を包んだ4人組。メンバーは、ミサ☆レッド（乗機：三菱一七試艦上戦闘機 烈風）、ジュン△ブルー（乗機：中島艦上攻撃機 天山）、ピー◎イエロー（乗機：愛知九九式艦上爆撃機）、エミ♡ピンク（乗機：三菱局地戦闘機 雷電）。
チャン一族
100年の伝統を持つ飛行機一族。全員チャイナドレスとサングラスを着用。抜群のチームワークで多彩なフォーメーションを駆使する。メンバーは、ピンルウ（乗機：川西局地戦闘機 紫電改）、菲菲（フィフィ）（乗機：中島一式戦闘機 隼）、蘭蘭（ランラン）（乗機：中島夜間戦闘機 月光）、碰太（ポンタ）（乗機：川崎三式戦闘機 飛燕）、康康（カンカン）（乗機：中島二式戦闘機 鐘馗）。
アンジィ（乗機：F6Fヘルキャット）
レースの説明会で偶然朝子の隣に座った事がきっかけで友人同士となる。ケララの厳しい言葉に涙ぐむ朝子を笑って慰めるなど豪快で明るい性格。恰幅のいい褐色の少女でコーラを愛飲しておりコクピットの中でも手放さない。現在ダイエット中。

## 単行本
アクションコミックスとして発行。全3巻。
1. 2008年7月23日発売 ISBN 978-4-575-83516-8
2. 2008年12月27日発売 ISBN 978-4-575-83566-3
3. 2009年7月10日発売 ISBN 978-4-575-83641-7